# The Noble Fisherman

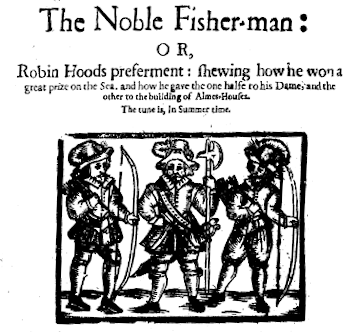
Un panfleto del conservado por la Biblioteca Bodleiana.

The Noble Fisherman, también conocido como Robin Hood's Preferment y Robin Hood's Fishing, es una balada de Robin Hood del siglo XVII. Inusualmente, representa a Robin Hood como un héroe del mar, en lugar de su interpretación habitual como alguien que opera en el bosque verde. Al parecer fue bastante popular durante los dos primeros siglos de su existencia, aunque con el tiempo perdió protagonismo y fue menos utilizado en las adaptaciones de Robin Hood de los siglos XIX y XX. Más tarde fue publicado por Francis James Child en la década de 1880 como Child Ballad #148 en su influyente colección de baladas populares.
La bahía de Robin Hood en el municipio de Scarborough puede haber sido una inspiración para el escritor de la balada.

## Trama
Robin Hood decide ir al mar y probar suerte como pescador. Se hace pasar por un pobre pescador y se hace llamar Simon Over-The-Lee. En Scarborough, North Yorkshire, conoce a una viuda que tiene una posada junto al mar y su propio barco. Ella lo contrata y espera que esté a la altura de su tocayo (Simón Pedro, un pescador). El capitán del barco inicialmente no está impresionado con la nueva contratación. La tripulación se ríe de él como un obvio «lubber» cuya habilidad en la navegación está en el nivel de principiante. «Simon» espía un buque de guerra francés, presumiblemente piratas o corsarios. Si bien el Maestro inicialmente se desespera ante la posibilidad de ser llevado al cautiverio francés, Simon insiste en que se le permita defender el barco con su arco. Simon dispara a los piratas franceses usando sus habilidades de tiro con arco. En lugar de que los franceses aborden el barco de pesca, los pescadores abordan el barco francés, donde todos ya están muertos por las flechas de Simon. Encuentran un tesoro de doce mil libras a bordo del buque de guerra francés. Inicialmente, Simon dice que tomará la mitad para su «dama» (la viuda que lo contrató, ya que se la llamaba una dama antes) y se ofrece a compartir la otra mitad del tesoro con los demás en el barco. El Maestro se niega e insiste en que el tesoro es todo de Robin. Robin promete usarlo para construir una habitación para los oprimidos donde puedan vivir en paz.

## Análisis
Una balada titulada The Noble Fisherman, or, Robin Hoods great Prize («El pescador noble o el gran premio de Robin Hood») figura en el Stationers' Register a partir de junio de 1631, y presumiblemente fue esta balada. La copia más antigua que se conserva también es probablemente de la década de 1630 y ahora se conserva en la colección de la Biblioteca Bodleiana. Existen muchas copias de finales del siglo XVII y la balada se incluía comúnmente en las guirnaldas (colecciones) de baladas de Robin Hood de los siglos XVII y XVIII, lo que sugiere la popularidad de la obra. El estilo de escritura de la balada sugiere que fue escrita por un escritor de baladas profesional que inventó una historia que combinaba al famoso héroe de Inglaterra con el entonces popular género de historias que involucraban una victoria sobre un odiado enemigo extranjero en Francia, por lo que es poco probable que la historia se haya originado en una historia medieval de tradición popular más antigua, y ciertamente no un incidente histórico real. La balada también es inusual al colocar a Robin Hood en Scarborough, lo que probablemente también refleja su fecha posterior de composición; las primeras leyendas mantuvieron a Robin Hood firmemente dentro de un bosque de Yorkshire o Nottinghamshire.
En el título alternativo de Robin Hood's Preferment, «Preferment» implica vagamente «avance profesional» ya que Robin está haciendo algo nuevo.
La historia puede haber sido influenciada o parcialmente inspirada por los cuentos de Eustaquio el Monje, otro forajido medieval que tuvo aventuras náuticas. Stephen Knight y Thomas Ohlgren consideran que la estructura de la historia es similar a Robin Hood and the Potter, con la viuda reemplazando el papel de la esposa del sheriff en Potter.
Como muchas baladas de Robin Hood, la obra adopta un esquema de rima de ABCB que rima la segunda y cuarta línea de cada estrofa, también conocida como estrofa de balada.
La configuración de la historia muestra a Robin Hood considerando la pesca como un trabajo potencialmente bien pagado. Esto puede ser una ilusión del escritor de la balada que claramente admiraba a los marineros, ya que ser un «forajido» era un negocio muy lucrativo siempre que no los atraparan, por lo que la gente lo consideró en primer lugar. Incluso si Robin Hood hubiera querido intentar ganarse la vida de manera legítima, un buen arquero en los ejércitos medievales podría ganar el doble que un marinero medieval.
La melodía de la balada, identificada por su línea de apertura In summer time, when leaves grow green («En verano, cuando las hojas crecen verdes»), es la misma que una versión de gran formato de Robin Hood and the Curtal Friar, así como Robin Hood and the Tinker. Líneas de apertura similares sobre el bosque en el verano, si no necesariamente la misma melodía, ocurren en Robin Hood and the Monk, Robin Hood and Guy of Gisborne, y Robin Hood and the Potter.
Si bien la obra fue bastante popular durante dos siglos, su prominencia disminuyó después. James Holt escribió con desdén que la historia era un «romance trivial», una «fantasía pasajera» y «tuvo muy poco impacto permanente en la leyenda». Francis Child calificó la balada de algo «infantil» para los estándares de su época, pero reconoció que claramente encontró una audiencia durante su tiempo.